# Politique orientale d'Auguste
Guerres perso-romaines
La politique orientale d'Auguste fut le cadre politico-stratégique de l'histoire de la frontière est de l'Empire romain lors du principat d'Auguste, à la suite de l'occupation de l'Égypte à la fin de la guerre civile entre Octavien et Marc Antoine (31-30 av. J.-C.).

## Guerre d'occupation

### Contexte historique
En dépit des revendications de pacifisme d'Auguste, son principat est le plus occupé par la guerre de l'Histoire du haut empire romain.
Son règne voit de fait la dilatation de la quasi-totalité des frontières de l'Empire, de la Mer du Nord au rives du Pont, des montagnes de Cantabrie au désert Éthiopien, avec pour visée stratégique l'achèvement de l'établissement de la domination romaine sur l'ensemble de la Méditerranée et de l'Europe, avec le glissement des frontières au nord vers le Danube et à l'est vers l'Elbe (à la place du Rhin),,.
Les campagnes d'Auguste sont menées en vue de consolider les acquisitions désorganisées de l'époque républicaine, ce qui passe par l'annexion de nombreux territoires. Tandis que la situation en Orient peut être maintenue en l'état où l'ont laissée Pompée et Marc Antoine, en Occident, une réorganisation territoriale entre le Rhin et la Mer Noire apparaît nécessaire de façon à garantir la stabilité interne et, par la même occasion, des frontières plus défendables.

### Évènements antérieurs
Les expéditions de Marc Antoine contre les Parthes ont été un échec. Non seulement l'honneur de Rome, mis à mal après la déroute du consul Marcus Licinius Crassus à Carrhes en 53 av. J.-C., n'a pas été vengé, mais les armées romaines ont à nouveau été défaites en territoire ennemi et l'Arménie n'est restée au sein de la sphère d'influence romaine que pour une courte période. Ce n'est qu'à la fin de la guerre civile, avec la bataille d'Actium (31 av. J.-C.) et l'occupation de l'Égypte (30 av. J.-C.) qu'Octavien peut concentrer son attention sur le problème parthe et sur la situation de l'Orient romain. Rome attend peut-être une série de campagnes militaires, voire la conquête des Parthes, Auguste étant le fils adoptif du grand César, qui avait projeté une expédition sur le modèle de celle d'Alexandre le Grand,,.

### Forces en présence
Auguste déploie plusieurs légions sur le Limes oriental. Il s'agit de :
la Legio III Gallica, la Legio VI Ferrata, la Legio X Fretensis et la Legio XII Fulminata,.

### Politique orientale

#### À l'ouest de l'Euphrate

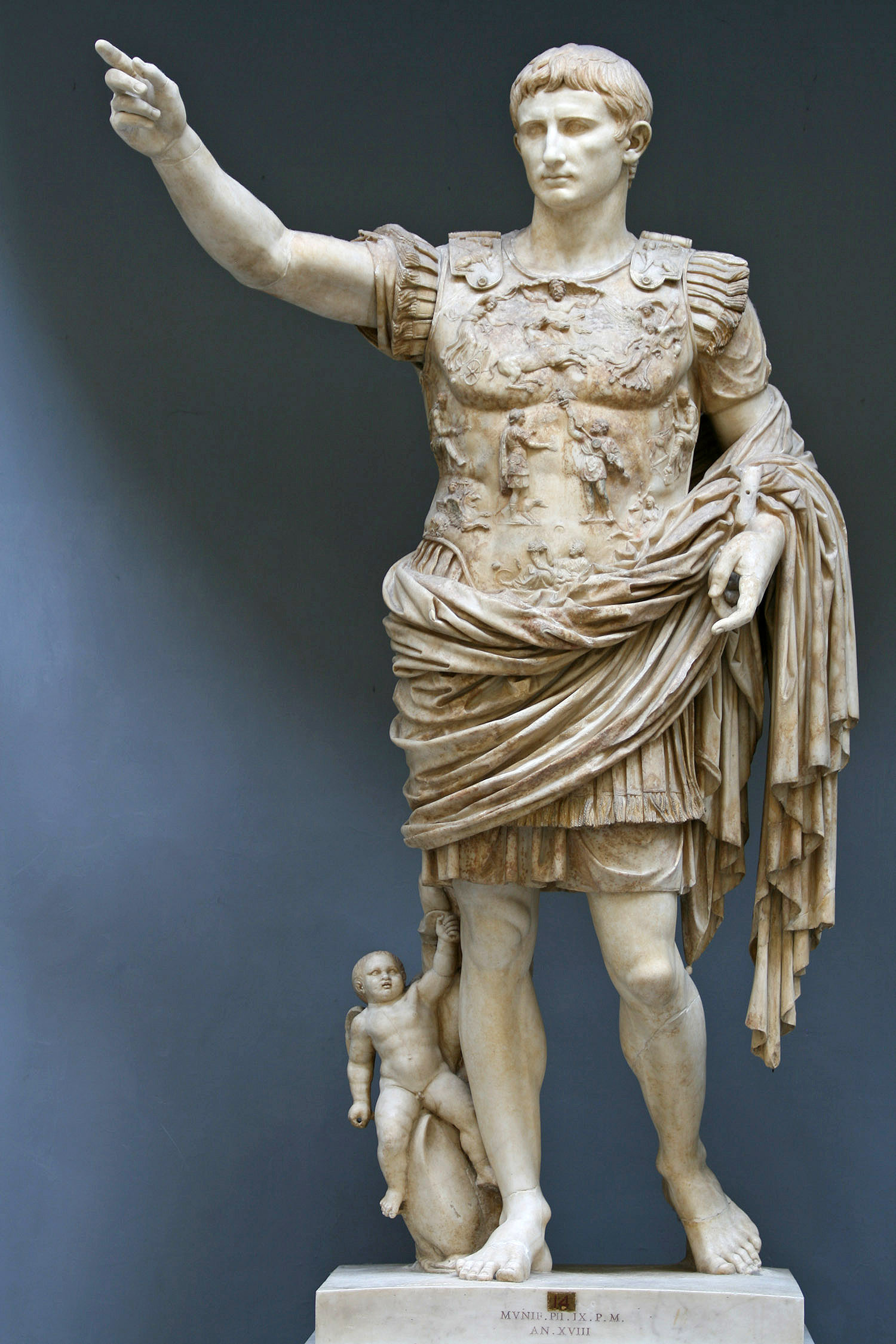
L'Auguste en armure dit "de Prima Porta", statue de l'Empereur Auguste, représenté en tenue militaire de parade. Son armure représente une scène de la confiscation des insignes légionnaires de Crassus par le roi des Parthes Phraatès IV

À l'ouest de l'Euphrate, il tente une réorganisation de l'Orient romain, plaçant de plus en plus de territoires sous l'administration directe de Rome. Il annexe des États vassaux, les transformant en provinces telles la Galatie d'Amyntas en 25 av. J.-C. et la Judée d'Hérode Archélaos en 6 (après les premiers désordres de 4 av. J.-C. à la mort d'Hérode le Grand) ; il renforce les vieilles alliances avec les rois locaux, qui deviennent "rois clients de Rome". C'est le sort d'Archélaos, roi de Cappadoce et de Sophène, à Asandros roi du Bosphore, et à Polémon Ier roi du Pont, ainsi que d'Émese, d'Iturée, de la Commagène, de la Cilicie, de Chalcis, de la Nabatène, de l'Ibérie, de la Colchide et de l'Albanie du Caucase.

#### À l'est de l'Euphrate
À l'est de l'Euphrate, en Arménie, en Parthie et en Médie, Auguste a comme objectif d'exercer le maximum d'influence politique sans avoir à se lancer dans de coûteuses interventions militaires. Il s'emploie à résoudre le conflit avec les Parthes par la voie diplomatique, comme l'illustre la restitution en 20 av. J.-C. par le roi parthe Phraatès IV des insignes perdues par Crassus lors de la bataille de Carrhes en 53 av. J.-C.. Auguste aurait pu se retourner contre les Parthes pour venger les défaites subies par Crassus et Antoine. Au contraire, il met ses efforts au service de l'idée d'une coexistence pacifique entre les deux empires, avec l'Euphrate comme frontière entre les zones d'influence réciproques, le calcul étant que les deux parties ont plus à perdre d'une défaite que ce qu'ils ne peuvent raisonnablement espérer gagner d'une victoire. En conséquence, tout au long de son principat, Auguste concentre son effort militaire sur l'Europe. Un point d'achoppement en Orient reste cependant le royaume d'Arménie qui, du fait de sa situation géographique, est depuis un demi-siècle le sujet de discorde entre Parthes et Romains. L'empereur cherche donc à faire de l'Arménie un État tampon sous son influence, avec l'installation d'un roi acquis à Rome, imposé si nécessaire par la force des armes.

##### Première crise parthe: Auguste récupère les insignes de Crassus (23-20av. J.-C.)
En 23 av. J.-C., peu après l'envoi de Marcus Vipsanius Agrippa en Orient en qualité de vice-régent de l'Empereur Auguste, arrivent à Rome des ambassadeurs du roi des Parthes demandant que leur soient remis Tiridate II, ancien souverain parthe réfugié à Rome en 26 av. J.-C., et le jeune fils du nouveau roi, Phraatès. Auguste, tout en refusant de livrer le premier qui peut encore lui être utile par la suite, décide de libérer le fils du roi Phraatès IV, à condition que les insignes de Marcus Licinius Crassus et les prisonniers de la guerre de 53 av. J.-C. soient retournés à l'État romain.
Au même moment, en Arménie, la classe dirigeante est déchirée par une division chronique : une partie, romanophile, a envoyé à Auguste une ambassade pour lui demander d'agir contre le roi Artaxias II, afin qu'il soit déposé et remplacé sur le trône d'Arménie par son frère cadet, Tigrane III, qui vit à Rome depuis 29 av. J.-C.. En 21 av. J.-C., Auguste ordonne à son fils adoptif Tibère, alors âgé d'une vingtaine d'années, de mener un contingent de légionnaires des Balkans en Orient, avec pour tâche d'installer sur le trône arménien Tigrane III, et de récupérer les insignes impériaux.
Auguste lui-même se déplace en Orient. Son arrivée et l'approche de l'armée de Tibère produisent l'effet désiré sur le roi des Parthes. Face au péril immédiat d'une invasion romaine à même de lui coûter son trône, Phraatès IV décide de céder et, au risque de mécontenter son propre peuple, rend les insignes et les prisonniers romains encore en vie. Auguste est proclamé pour la neuvième fois imperator. La restitution des insignes et des prisonniers est un succès diplomatiques comparable en prestige à la plus éclatante victoire que l'empereur aurait pu obtenir sur le champ de bataille.
Auguste, qui décide ainsi d'abandonner la politique agressive menée par César et Marc Antoine en Orient, parvient à établir des relations amicales avec les royaumes voisins de l'empire parthe. Au lieu de venger la défaite et la trahison subies par Crassus en 53 av. J.-C., il juge opportune une coexistence pacifique des deux empires avec l'Euphrate comme limite des domaines d'influence réciproques.
Une tentative de soumission de la Parthie aurait requis la mobilisation d'immenses moyens militaires et financiers, ainsi qu'un déplacement du centre de gravité de l'empire de la mer Méditerranée vers l'est, contrariant les intentions d'Auguste de concentrer les forces sur le front Européen. Les relations avec les Parthes reposent, par conséquent, plus sur la diplomatie que sur la guerre. Il n'y a qu'en Orient que Rome est confrontée à une autre "superpuissance" antique, bien que cette dernière ne puisse rivaliser avec l'Empire romain ni en puissance ni en extension géographique.
Les rapports pacifiés instaurés entre Rome et les Parthes favorisent en fin de compte le parti pro-romain en Arménie voisine, et avant que Tibère n'ait atteint l'Euphrate, Artaxias II est assassiné par ses propres courtisans. Tibère, entré dans le pays sans rencontrer de résistance et accompagné des légions romaines, peut poser solennellement le diadème royal sur la tête de Tigrane III, et Auguste peut clamer qu'il a conquis l'Arménie, sans avoir à l'annexer.

##### Seconde crise parthe (1av. J.-C.- 4apr. J.-C.)

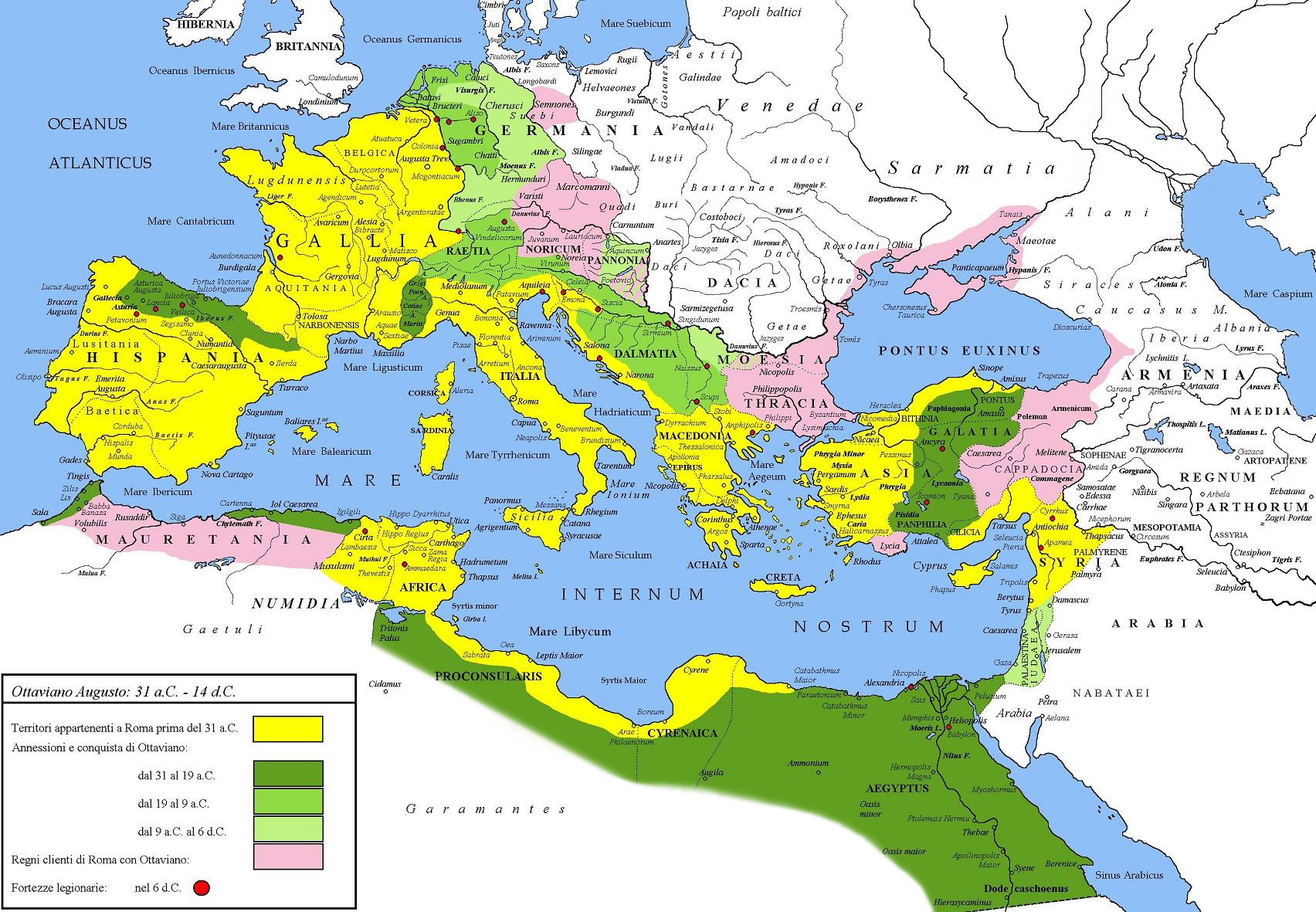
Carte de l'Empire romain sous Auguste, montrant les nouvelles provinces romaines d'Orient

En l'an 1 av. J.-C., Artavazde III, roi pro-romain d'Arménie, est éliminé avec le soutien des Parthes au prétendant au trône Tigrane IV. Cet évènement est vécu comme un affront majeur au prestige de Rome. Auguste, ne pouvant plus compter sur l'aide de Tibère (retiré en exil volontaire à Rhodes) ni d'Agrippa, mort alors depuis une décennie, trop âgé lui-même pour entreprendre un voyage en Orient, décide d'envoyer son jeune Caius César pour régler le problème arménien, lui conférant les pouvoirs proconsulaires supérieurs à ceux de tous les gouverneurs provinciaux d'Orient. Marcus Lollius, qui avait acquis de l'expérience en Orient quelques années auparavant lors de la réorganisation de la nouvelle province de Galatie, fut envoyé pour l'accompagner.
Caius César rejoint la Syrie au début de l'an 1 et y commence son consulat. Quand Phraatès V, roi des Parthes, prend connaissance de la mission du jeune prince, il décide qu'il est plus facile de négocier que d'affronter une crise majeure qui pourrait déboucher sur une nouvelle guerre. Il demande, en échange de sa disposition à parlementer, le retour de ses quatre frères vivant à Rome, qui constituent une menace pour sa future sécurité. Auguste, de toute évidence, ne peut que refuser de lâcher des pions aussi importants pour sa politique orientale. Au contraire, il intime à Phraatès de cesser toute ingérence en Arménie.
Phraatès V se refuse à laisser le contrôle de l'Arménie aux mains des Romains, et maintient sa tutelle sur le nouveau roi, Tigrane IV, lequel envoie pourtant à Rome des ambassadeurs pourvus de cadeaux, reconnaissant à Auguste la suzeraineté sur son royaume et lui demandant de le laisser sur le trône. Auguste, satisfait de cette reconnaissance, accepte les présents, mais demande à Tigrane de se rendre auprès de Caius César en Syrie pour décider de son maintien sur le trône d'Arménie. Le comportement de Tigrane III amène Phraatès V à changer ses plans, le contraignant à se réconcilier avec Rome. Il renonce à sa demande de voir le retour de ses frères, et se déclare disposé à mettre fin à toute ingérence en Arménie.
Cette même année, un pacte est conclu entre le représentant romain Caius César et le grand roi des Parthes, en territoire neutre sur une île de l'Euphrate, reconnaissant une nouvelle fois ce fleuve comme frontière naturelle entre les deux empires. Une telle rencontre témoigne du respect mutuel entre Rome et les Parthes, comme États indépendants à égal droit de souveraineté. Avant de se retirer, le souverain parthe Phraatès V, informe Caius César que Marcus Lollius a abusé de ses fonctions et accepté des présents de différents rois orientaux. L'accusation s'avère fondée et Caius, après avoir examiné les preuves, éloigne Lollius de son entourage. Quelques jours plus tard, Lollius meurt, probablement suicidé, et est remplacé dans son rôle de conseiller du prince par Publius Sulpicius Quirinius, principalement pour ses dons militaires et sa longue expérience diplomatique acquise dans une carrière antérieure.
Entre-temps, Tigrane IV est tué au cours d'un conflit, peut-être fomenté par la fraction anti-romaine de la noblesse arménienne, contre la soumission à Rome. la mort de Tigrane est suivie de l'abdication d'Érato, sa sœur et épouse, et Caius, au nom d'Auguste, donne la couronne à Ariobarzane, déjà roi de Médie Atropatène depuis 20 av. J.-C. le parti anti-romain, refusant de reconnaître Ariobarzane nouveau roi d'Arménie, provoque partout dans le royaume des émeutes, contraignant Caius César à intervenir directement avec l'armée. Le prince romain, peu avant d'attaquer la forteresse d'Artagira (peut-être proche de Kagizman dans la vallée du fleuve Arax), est invité à discuter avec le chef du fort, un certain Addon, qui dit vouloir lui révéler d'importantes informations sur les richesses du roi des Parthes. Cela se révèle un piège, car à son arrivée Addon et ses gardes tentent de tuer Caius César, qui parvient à survivre mais reste gravement blessé.
La forteresse est, à la suite de ces événements, assiégée et prise après une longue résistance, et la révolte est matée, mais Caius ne se remettra jamais de cette attaque. Il meurt deux ans plus tard, en l'an 4, en Lycie. C'est l'épilogue tragique d'années de tractations qui voient naître un nouveau modus vivendi entre les Parthes et Rome, dont ces ultimes péripéties stabilisent la suprématie sur l'important État arménien.

## Conséquences
La présence d'Auguste en Orient juste après la bataille d'Actium en 30-29 av. J.-C. et de 22 à 19 av. J.-C., ainsi que celle d'Agrippa en 23-21 av. J.-C. puis en 16-13 av. J.-C., démontre l'importance accordée à ce secteur stratégique du territoire romain. Il fut nécessaire de parvenir à un modus vivendi avec les Parthes, l'unique puissance concurrente capable de menacer Rome en Asie Mineure. Les deux empires ayant conscience qu'ils avaient plus à perdre d'une défaite que ce qu'ils ne pouvaient raisonnablement espérer gagner d'une victoire, parvinrent, non sans frictions, à s'accorder sur les conditions d'une cohabitation et Auguste put, tout au long de son principat, concentrer ses efforts militaires sur l'Europe. 
Les Arsacides acceptèrent qu'à l'Ouest de l'Euphrate Rome organise de fait ses possessions et États clients à sa guise. Seul le royaume d'Arménie demeura, à cause de sa situation géographique, l'objet d'un contentieux, Rome et les Parthes cherchant continuellement à placer un roi acquis à leur cause sur le trône arménien, tout en évitant une confrontation directe l'un contre l'autre. La crainte mutuelle permit à cet équilibre de perdurer pendant tout le long principat d'Auguste.

### Sources primaires
- Auguste, Res Gestae Divi Augusti.
- Dion Cassius, Histoire Romaine, livres LIII-LIX.
- Florus, Abrégé de l'histoire romaine depuis Romulus jusqu'à Auguste, II.
- Suétone, Vie des douze Césars, livres II et III.
- Tacite, Annales, I-II.
- Velleius Paterculus, Histoire de Rome, II.

## Articles liés

### Personnages/peuples contemporains
- Auguste
- Agrippa, Tibère et Caius Julius Caesar Vipsanianus
- Phraatès IV et Phraatès V
- Parthes et Royaume d'Arménie

### Localités contemporaines
- Syrie (province romaine)
- Royaume d'Arménie
- Empire parthe
- Limes